# Апеляційний суд Житомирської області
Апеляційний суд Житомирської області — колишній загальний суд апеляційної (другої) інстанції, розташований у місті Житомирі, юрисдикція якого поширювалася на Житомирську область.
Суд здійснював правосуддя до початку роботи Житомирського апеляційного суду, що відбулося 3 жовтня 2018 року.

## Керівництво
Голова суду — Жизнєвський Юрій Васильович
 Заступник голови суду — Борисюк Роман Миколайович
 Заступник голови суду — Зав'язун Сергій Михайлович
 Керівник апарату суду — Івченко Наталія Сергіївна.

## Показники діяльності у 2015 році
У 2015 році перебувало на розгляді 10995 справ і матеріалів (у тому числі 378 нерозглянутих на початок періоду). Розглянуто 9904 справ і матеріалів.
Кількість скасованих судових рішень — 107 (1.08 %).
Середня кількість розглянутих справ на одного суддю — 235,81.